# Kupferfadenelfe
Die Kupferfadenelfe oder Kupferelfe  (Discosura letitiae, Syn.: Popelairia letitiae) ist eine wenig bekannte Vogelart aus der Familie der Kolibris. Sie ist nur durch die Bälge zweier Männchen bekannt, die vor 1852 gesammelt wurden. Diese Kolibris, deren Herkunftsort nur sehr ungenau mit Nordost-Bolivien beschrieben wurde, geben den Forschern bis heute Rätsel auf. Nach Meinung von Wissenschaftlern könnte es sich um eine Varietät oder um immature Exemplare der Diskuselfe (Discosura longicauda), um eine Hybride oder um eine vermutlich ausgestorbene Art handeln. Bis zur endgültigen Klärung über die Validität dieses Taxons wird die Kupferfadenelfe von der IUCN in die Kategorie DD „unzureichende Datenlage“ (data deficient) gelistet.

## Merkmale
Die Länge der beiden Bälge wird mit neun Zentimetern angegeben. Der kurze gerade Schnabel ist schwarz. Die Haube ist irisierend smaragdgrün. Die Oberseite ist bronzegrün mit einem weißen Band über dem Bürzel. Die Kehle weist eine irisierende smaragdgrüne Zeichnung auf. Der dunkle Bauch ist grünlich verwaschen. Die Flanken sind bronzegrün. Der Schwanz ist lang und gegabelt. Die äußeren Steuerfedern sind schmal und purpurschwarz. Die Schäfte von allen Steuerfedern sind weißlich. Beschreibungen des Weibchens und Informationen über Lebensweise, Vorkommen und Lebensraum sind nicht vorhanden.

## Etymologie und Forschungsgeschichte
Jules Bourcier und Étienne Mulsant beschrieben die Kupferfadenelfe unter dem Namen Trochilus Letitiae. Das Typusexemplar stammte aus einem nicht genauer benannten Gebiet in Bolivien. Später wurde die Art der Gattung Discosura zugeordnet. Der Name Discosura leitet sich von den griechischen Wörtern δίσκος dískos für „Platte, Scheibe“ und ουρά ourá für „Schwanz“ ab. Das Artepitheton letitiae wurde zu Ehren von Laetitia del Gallo (1848–1864) vergeben, einer Enkelin von Charles Lucien Jules Laurent Bonaparte. Letititia ging aus der Ehe von Bonapartes Tochter Julie Bonaparte (1830–1900) und Alessandro del Gallo, Markgraf von Roccagiovine (1826–1892) hervor.